# Merih Demiral
Merih Demiral (Karamürsel, 5 maart 1998) is een Turks voetballer die doorgaans als centrale verdediger speelt. Demiral debuteerde in 2018 in het Turks voetbalelftal.

## Clubcarrière
Demiral speelde in de jeugd bij Fenerbahçe. In 2016 trok hij naar AC Alcanenense. In 2017 tekende de verdediger bij Sporting Lissabon. Die club verhuurde hem vanaf augustus 2018 aan Alanyaspor. In januari 2019 betaalde die club 3,5 miljoen euro voor de Turks international. 

### Sassuolo
In januari 2019 werd Demiral voor een halfjaar verhuurd aan US Sassuolo. De Italiaanse club betaalde ruim negen miljoen euro om hem op 1 juli 2019 definitief over te nemen, om hem vier dagen later voor het dubbele te verkopen aan Juventus.

### Juventus
Bij Juventus was hij in seizoen 2019/20 een concurrent van Matthijs de Ligt. De Ligt kreeg de voorkeur, maar hij raakte geblesseerd en van medio december tot medio januari stond Demiral in de basis. Op 12 januari scheurde Demiral zijn voorste kruisbanden af en de rest van het seizoen was hij niet meer inzetbaar.

### Atalanta
In 2021 werd hij verhuurd aan Atalanta Bergamo, dat hem na zijn huurperiode overnam voor 20 miljoen euro.

### Al-Ahli
In de zomer van 2023 kocht het Al-Ahli hem over voor 20 miljoen euro en kende hem een salaris toe van 11 miljoen euro per jaar. In het seizoen 2024/25 won hij met Al-Ahli de AFC Champions League Elite. Hij werd de eerste Turkse voetballer die deze prijs op zijn erelijst mocht schrijven en na Arda Güler, die het seizoen ervoor de UEFA Champions League won met Real Madrid, de tweede Turkse voetballer die de hoogste continentale hoofdprijs won.

## Interlandcarrière
Demiral debuteerde op 20 november 2018 in het Turks voetbalelftal, in een oefeninterland tegen Oekraïne (0–0). Hij viel die dag in de 85e minuut in voor Mert Müldür. Demirals eerste basisplaats in de nationale ploeg volgde op 22 maart 2019, in een met 0–2 gewonnen kwalificatiewedstrijd voor het EK 2020 in en tegen Albanië. Hij maakte deel uit van de Turkse selectie voor het Europees kampioenschap voetbal 2020. In de openingsmatch van het EK stond Demiral in de basis van het Turks elftal. Met een eigen doelpunt was Demiral verantwoordelijk voor het openingsdoelpunt van het EK.
Op het EK 2024 scoorde Demiral tweemaal in de achtste finale tegen Oostenrijk. Zijn eerste goal kwam na 57 seconden gespeeld te hebben, dat de boeken in ging als snelste doelpunt ooit in een knock-outfase van het EK. Zijn twee goals zorgden er uiteindelijk voor dat Turkije voor het eerst sinds 2008 de kwartfinales bereikte op een eindtoernooi.

## Erelijst
| Competitie                 |          |          |          |          |
| Competitie                 | Aantal   | Jaren    |          |          |
| Juventus                   | Juventus | Juventus | Juventus | Juventus |
| -------------------------- | -------- | -------- | -------- | -------- |
| Serie A                    | 1x       | 2019/20  |          |          |
| Coppa Italia               | 1x       | 2020/21  |          |          |
| Al-Ahli                    |          |          |          |          |
| AFC Champions League Elite | 1x       | 2024/25  |          |          |

1 Günok ·
2 Çelik ·
3 Demiral ·
4 Söyüncü ·
5 Yokuşlu ·
6 Tufan ·
7 Ünder ·
8 Toköz ·
9 Karaman ·
10 Çalhanoğlu ·
11 Yazıcı ·
12 Bayındır ·
13 Meraş ·
14 Antalyalı ·
15 Kabak ·
16 Ünal ·
17 B. Yılmaz  ·
18 R. Yılmaz ·
19 Kökçü ·
20 Ömür ·
21 Kahveci ·
22 Ayhan ·
23 Çakır ·
24 Aktürkoğlu ·
25 Müldür ·
26 Dervişoğlu ·
Coach: Güneş
1 Günok ·
2 Çelik ·
3 Demiral ·
4 Akaydın ·
5 Yokuşlu ·
6 Kökçü ·
7 Aktürkoğlu ·
8 Güler ·
9 Tosun ·
10 Çalhanoğlu  ·
11 Yazıcı ·
12 Bayındır ·
13 Kaplan ·
14 Bardakcı ·
15 Özcan ·
16 Yüksek ·
17 Kahveci ·
18 Müldür ·
19 Yıldız ·
20 Kadıoğlu ·
21 Yılmaz ·
22 Ayhan ·
23 Çakır ·
24 Kılıçsoy ·
25 Akgün ·
26 Yıldırım ·
Coach: Montella